# Antiche unità di misura del circondario di Brescia

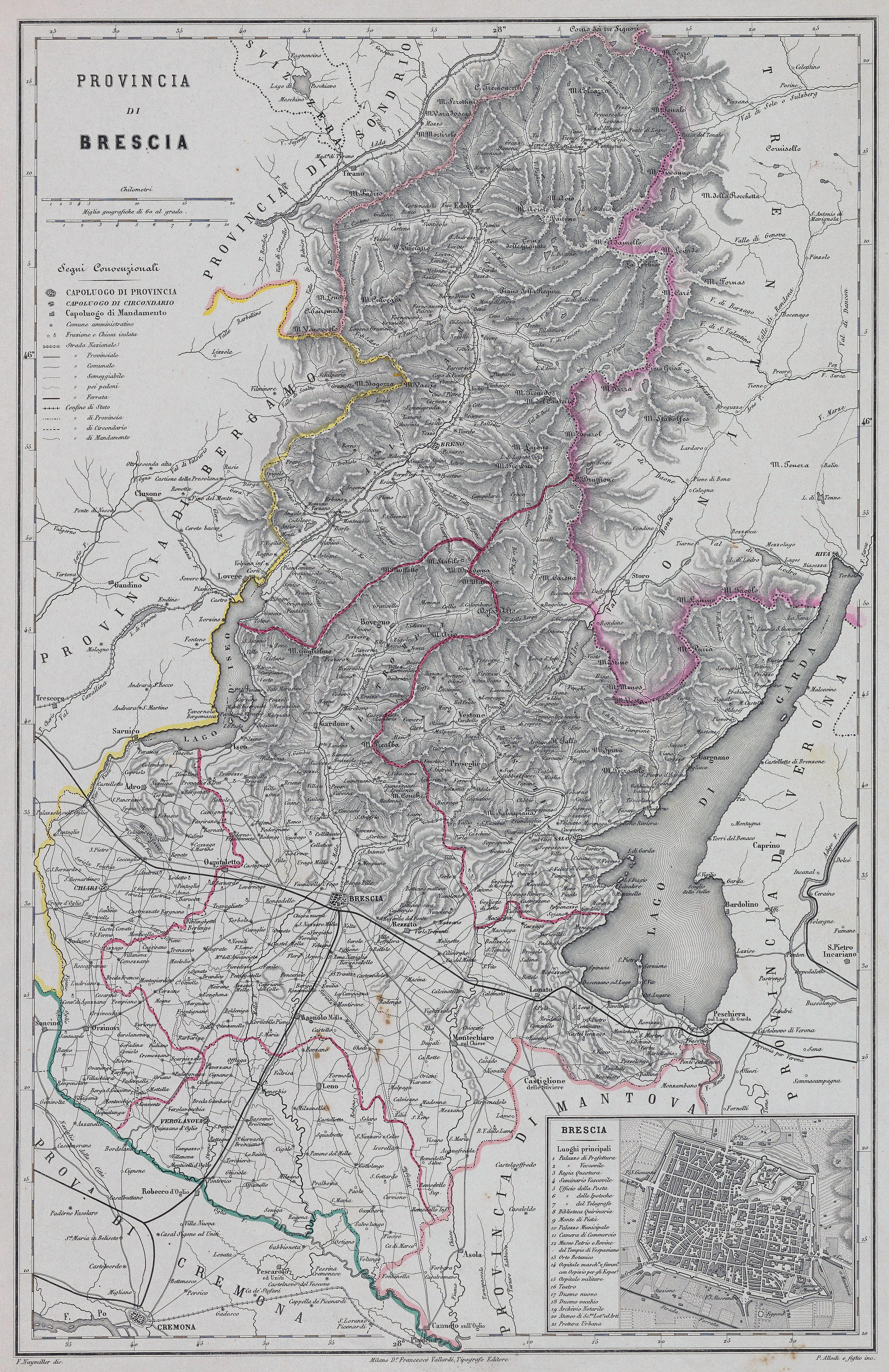
Mappa con indicazione dei confini del circondario di Brescia nel 1868 circa

Sono qui riportate le conversioni tra le antiche unità di misura in uso nel circondario di Brescia e il sistema metrico decimale, così come stabilite ufficialmente nel 1877.
Nonostante l'apparente precisione nelle tavole, in molti casi è necessario considerare che i campioni utilizzati (anche per le tavole di epoca napoleonica) erano di fattura approssimativa o discordanti tra loro.

## Misure di lunghezza
| Comuni         | Denominazione    | Valore   | Unità |
| -------------- | ---------------- | -------- | ----- |
| Tutti i comuni | Braccio da panno | 0,674124 | m     |
| Tutti i comuni | Braccio da seta  | 0,640383 | m     |
| Tutti i comuni | Cavezzo          | 2,852803 | m     |

Il braccio da panno e il braccio da seta si dividono in 12 once.
Il cavezzo, base della misura agraria, si divide in 6 piedi, il piede in 12 once, l'oncia in 12 punti, il punto in 12 atomi.

## Misure di superficie
| Comuni         | Denominazione                | Valore    | Unità |
| -------------- | ---------------------------- | --------- | ----- |
| Tutti i comuni | Piò                          | 3255,3938 | m²    |
| Tutti i comuni | Braccio quadrato da fabbrica | 0,226069  | m²    |
| Tutti i comuni | Braccio d'asse               | 1,356414  | m²    |
| Tutti i comuni | Pertica da fabbrica          | 8,138484  | m²    |

Il piò, misura agraria, si divide in 100 tavole, la tavola in 4 cavezzi, il cavezzo in 36 piedi.
La tavola di 4 cavezzi quadrati si divide pure in 12 piedi di tavola, il piede in 12 once, l'oncia in 12 punti, il punto in 12 atomi di tavola.
Il braccio quadrato da fabbrica ed il braccio d'asse si dividono in 12 once, l'oncia in 12 punti, il punto in 12 atomi.
La pertica da fabbrica o cavezzo quadrato si divide in 36 quadretti, o braccia quadrate da fabbrica.

## Misure di volume
| Comuni         | Denominazione       | Valore    | Unità |
| -------------- | ------------------- | --------- | ----- |
| Tutti i comuni | Braccio da fabbrica | 107,488   | L     |
| Tutti i comuni | Pertica da muri     | 3869,582  | L     |
| Tutti i comuni | Carro da fieno      | 10748,839 | L     |
| Tutti i comuni | Carro da letame     | 1289,861  | L     |
| Tutti i comuni | Meda                | 7739,164  | L     |

Il braccio cubo da fabbrica si divide in 12 once, l'oncia in 12 punti, il punto in 12 atomi.
La pertica da muri si usa anche per i movimenti di terra.
La meda si usa per la legna da fuoco e si divide in 4 quarte.

## Misure di capacità per gli aridi
| Comuni                                                 | Denominazione           | Valore   | Unità |
| ------------------------------------------------------ | ----------------------- | -------- | ----- |
| Tutti i Comuni eccetto quelli del mandamento di Lonato | Soma bresciana          | 145,9200 | L     |
| Mandamento di Lonato                                   | Soma di Riviera di Salò | 153,9600 | L     |

| Comuni                                  | Denominazione    | Valore   | Unità |
| --------------------------------------- | ---------------- | -------- | ----- |
| Mandamenti di Brescia, Rezzato, Gardone | Sacco di Gardone | 427,9543 | L     |
| Mandamento di Bovegno                   | Sacco di Bovegno | 601,9350 | L     |
| Mandamento di Iseo                      | Sacco di Iseo    | 483,6978 | L     |

La soma bresciana si divide in 12 Quarte, la quarta in 4 coppi, il coppo in 4 stoppelli, lo stoppello in 4 quartini.
Nei Comuni di Camignone, Iseo, Marone, Monticello Brusati, Pezzoro, Sale Marasino, Siriano e Travagliato si usava per l'avena e per il risone un sacco o carica di 14 quarte. La quarta è la stessa della soma.
La soma di Riviera si divide pure in 12 quarte, la quarta in 4 coppi, il coppo in 4 stoppelli, lo stoppello in 4 quartini.

## Misure di capacità per i liquidi
| Comuni | Denominazione            | Valore  | Unità |
| --- | ------------------------ | ------- | ----- |
| Tutti i Comuni eccettuati Bedizzole, Calvagese, Cuzzago, Desenzano sul Lago, Moniga, Padenghe, Rivoltella, Pozzolengo, Sermione | Zerla o gerla di Brescia | 49,7427 | L     |
| Cellatica | Zerla                    | 48,8041 | L     |
| Mandamento di Lonato, eccetto il capoluogo                                                                                      | Zerla di Riviera         | 43,8703 | L     |
| Mandamento di Lonato | Moggio di Salò           | 78,8882 | L     |

La zerla di Brescia si divide in 4 secchie, la secchia in 9 pinte, la pinta in 2 boccali, il boccale in 2 mezzi, il mezzo o mezzino in 2 tazze.
15 zerle fanno un carro.
La zerla di Cellatica si divide in 36 pinte, la pinta in 8 tazze.
La zerla di Riviera si divide in 4 secchie, la secchia in 9 pinte, la pinta in 2 boccali, il boccale in 2 mezzi, il mezzo o mezzino in 2 tazze.
15 zerle fanno un carro.
Il moggio di Salò, misura da olio, si divide in 8 galede, la galeda in 4 bacede.

## Pesi
| Comuni         | Denominazione | Valore  | Unità |
| -------------- | ------------- | ------- | ----- |
| Tutti i comuni | Libbra        | 320,812 | g     |

La libbra si divide in 12 once, l'oncia in 16 dramme, la dramma in 4 quarti.
23 libbre fanno un peso. Cento pesi fanno un carro.
La libbra mercantile si usava pure per la farmacia, insieme alla libbra medicinale di Vienna.
La libbra bresciana per gli usi farmaceutici si divide in 12 once, l'oncia in 8 dramme, la dramma in 3 denari, il denaro in 24 grani.
I gioiellieri usavano il marco di zecca di Milano uguale a grammi 234,997; ed il carato di Venezia diviso in 4 grani, ed uguale a grammi 0,20703.